# 道路特定財源制度
道路特定財源制度（どうろとくていざいげんせいど）とは、自動車の利用者が道路の維持・整備費を負担する、受益者負担の原則に基づく、かつて存在した日本の目的税（特定財源）。2009年（平成21年）4月30日に「道路整備事業に係る国の財政上の特別措置に関する法律案」が成立したことにより、2008（平成20）年度限りで廃止された（一般財源化された）。
なお分かりやすくするため、記述の一部等を省略・概略化・言換えしている箇所がある。

## 概要
道路特定財源制度は、受益者負担（利益を受ける者が費用を負担する）の考え方に基づき、道路の利用者、つまり自動車の所有者やその燃料を使用した人が、道路の建設・維持費用を負担する制度である。財源にはガソリン税や自動車重量税が充てられた。戦後日本の道路整備の方針として、建設省によって打ち立てられた「道路整備5箇年計画」と合わせ、1953年（昭和28年）に「道路整備の財源等に関する臨時措置法」が成立されて以来、時代の要請によって2009年（平成21年）に、道路特定財源制度が廃止されるまでの半世紀以上にわたり、道路整備財源の根幹を担った。なかでもガソリン税は、戦後日本の高度経済成長期に自動車が爆発的に普及したことによって、道路整備の実施を安定的に支えた。幹線道路の中央分離帯等に「この道路はガソリン税でつくられています」といった巨大な看板がある。

## 歴史
道路特定財源の仕組みの大元は、諸外国の制度を参考に田中角栄らの議員立法で作られた。戦後の復興が進み高度経済成長の足がかりをつかもうとしていた1950年代、ワトキンス・レポート（1956年〈昭和31年〉）の"日本の道路は信じがたい程に悪い" に象徴される、貧困な状況にあった道路を迅速に整備する必要性があり、財源の確保が問題となった。1953年（昭和28年）に衆議院議員田中角栄らの議員立法により、「道路整備費の財源等に関する臨時措置法」がつくられ、「揮発油税」が道路特定財源となった。同法は、1958年（昭和33年）に「道路整備緊急措置法」に継承され、更に「道路整備緊急措置法」は2003年（平成15年）に「道路整備費の財源等の特例に関する法律」に改題された。
その後、1970年（昭和45年）から始まる第6次道路整備五ヵ年計画に、約3,000億円の財源不足が予想されたため、自民党幹事長（当時）の田中角栄が「自動車新税」構想を打ち上げ、自動車重量税を創設した。自動車重量税は他の税と異なり、法律上は特定財源であることを明示していないが、制定時の国会審議において運用上特定財源とすることとされた。
始めのころは、財源を確保するために税率を上げていくことが課題となり、1974年度（昭和49年度）に暫定税率として税率を約2倍に引き上げることが実施された。時代の経過とともに、高速道路や国道を中心とした道路整備が地方まである程度行き渡り、道路特定財源の使途範囲が道路関連の薄い分野まで広がっていったことから、国の財政が厳しくなってきたこともあわせて、これを一般財源に代えることが出来れば、国家予算のもっと必要とされている分野に使途が広げられるという主張が、野党民主党の国会議員から出始めた。
暫定税率の撤廃は、自動車業界や石油業界から出た議論であり、道路財源として余裕があるのならば、道路特定財源の暫定税率を撤廃することが先決とする主張から、ガソリン国会と暫定税率の期限切れで、一時は混乱を生む事態が起こった。結局、暫定税率そのものを撤廃すれば税収は半減するため、税率は現行を維持して一般財源化することで議論は決着した。
2009年（平成21年）4月、与党自由民主党によって「道路整備事業に係る国の財政上の特別措置に関する法律」の改正案が国会で可決され、56年にわたる道路特定財源制度に終止符が打たれた。

### 年表
- 1949年（昭和24年） - 揮発油税創設（正しくは復活）。
- 1953年（昭和28年） - 「道路整備費の財源等に関する臨時措置法」制定[2]。
- 1954年（昭和29年） - 揮発油税が道路特定財源となる。第一次道路整備五箇年計画開始。
- 1958年（昭和33年） - 「道路整備緊急措置法」（道路整備費の財源等に関する臨時措置法は廃止）。第2次道路整備五ヵ年計画。道路整備特別会計創設。
- 1966年（昭和41年） - 石油ガス税創設。
- 1968年（昭和43年） - 自動車取得税創設。
- 1971年（昭和46年） - 自動車重量税創設。
- 1993年（平成5年） - 揮発油税・軽油引取税の税率引き上げ及び地方道路税の税率引き下げ（結果としてガソリン税としては増減なし）。
  - 第11次道路整備五ヵ年計画（1993年度 - ）の財源不足が見込まれると共に、ガソリン車からディーゼル自動車への移行は当時の技術水準においては環境上好ましくなかったため。
- 1997年（平成9年）12月25日 - 国鉄清算事業団の債務処理に道路特定財源の活用見送り（閣議決定）
- 2003年（平成15年）度 - 「道路整備費の財源等の特例に関する法律」（道路整備緊急措置法を改題）。使途拡大始まる。本州四国連絡橋公団（本四公団）の有利子債務を切り離し、道路整備特別会計ではなく一般会計で処理する方針（自動車重量税を充当）。道路特定財源制度は平成15年度から5年間と規定。
- 2005年（平成17年）12月 - 政府「道路特定財源の見直しに関する基本方針」
  - 一般財源化を前提に、2006（平成18）年度の改革の議論において具体案を得ることとしている。
- 2006年（平成18年） - 骨太の方針2006にて「道路特定財源について一般財源化を前提に早急に検討を進める」と閣議決定[5]。
- 2006年（平成18年）度 - 本州四国連絡橋公団の債務処理が終了。
- 2008年（平成20年）5月13日 - 「道路整備費の財源等の特例に関する法律の一部を改正する法律(平成20年法律第31号)」が衆議院にて再可決され成立[6]・即日公布。「道路整備事業に係る国の財政上の特別措置に関する法律」に改題されるとともに、道路特定財源制度を平成20年度から10年間に延長される。
- 2009年（平成21年）4月30日 - 4月22日に成立した「道路整備事業に係る国の財政上の特別措置に関する法律等の一部を改正する法律（平成21年法律第28号）」の公布により、道路特定財源制度が廃止（2009年4月1日施行）[7][8]。

## 種類と税率
自動車の取得、保有、利用（走行）の各段階で課税される。
| 種類   | 種類         | 種類         | 税率                            | 備考                                          |
| ------ | ------------ | ------------ | ------------------------------- | --------------------------------------------- |
| 国税   | ガソリン税   | 揮発油税     | 48.6円/リットル                 | 当分の間税率。本則税率は24.3円/リットル       |
| 国税   | ガソリン税   | 地方道路税   | 5.2円/リットル                  | 当分の間税率。本則税率は4.4円。揮発油税と併課 |
| 国税   | 石油ガス税   | 石油ガス税   | 17.5円/kg                       |                                               |
| 国税   | 自動車重量税 | 自動車重量税 | 自家用車の場合、年間6300円/0.5t | 当分の間税率。本則税率は2500円                |
| 地方税 | 軽油引取税   | 軽油引取税   | 32.1円/リットル                 | 当分の間税率。本則税率は15.0円                |
| 地方税 | 自動車取得税 | 自動車取得税 | 自家用車の場合、取得価格の5%    | 当分の間税率。本則税率は同3%                  |

など。
石油ガス税・自動車重量税のうち一定部分は地方へ譲与されることになっている。なお、自動車重量税は厳密には道路特定財源ではない（#歴史の節を参照）。なお、自動車の保有に対して地方自治体から課せられる「自動車税」や「軽自動車税」も一般財源であり、道路特定財源ではない。
当分の間税率はかつて暫定税率と呼ばれていたもので、暫定税率と異なり期間の定めはない。

## 税収と使途
国・地方分合わせて5兆円以上の税収があり、その内訳は下記の通り。総道路投資のうち国費分は3兆4076億円であり、その概要は以下の通り。
| 種類                                                      | 国税        | 地方税               |
| --------------------------------------------------------- | ----------- | -------------------- |
| 揮発油税                                                  | 2兆8395億円 |                      |
| 地方道路税                                                |             | (国から譲与)3072億円 |
| 石油ガス税                                                | 132億円     | (国から譲与)140億円  |
| 自動車重量税                                              | 5549億円    | (国から譲与)3599億円 |
| 軽油引取税                                                | -           | 1兆0360億円          |
| 自動車取得税                                              | -           | 4855億円             |
| 小計                                                      | 3兆4076億円 | 2兆2026億円          |
| 計                                                        | 5兆6102億円 | 5兆6102億円          |
| ちなみに自動車税は1兆7477億円、軽自動車税は1636億円である |             |                      |

| 種類                   | 金額        |
| ---------------------- | ----------- |
| 道路整備等             | 2兆0814億円 |
| 地方道路整備臨時交付金 | 7099億円    |
| 使途拡大分             | 2878億円    |
| 2006年度補正           | 1480億円    |
| 一般財源化             | 1806億円    |
| 計                     | 3兆4076億円 |

国費分についても、2009（平成21）年度から全てが道路特定財源ではなく、一般財源として使われている。
大部分は道路の建設・整備に充てられるものの使途は多岐に渡り、必ずしも自動車関連のみに支出されているわけではない。最近では日本の地下鉄・モノレール・路面電車のインフラ整備や、連続立体交差事業（開かずの踏切の解消）、幹線道路沿いの光ファイバー網整備、電線を地下に埋める共同溝工事、まちづくり総合支援事業、街路樹の維持管理、DPF（ディーゼル微粒子除去装置）等の購入助成、高速道路のETCレーン設置、ETC車載器リース制度・購入助成、地下駐車場の建設、地下街の建設 などにも使途が次第に拡大されている。
道路や自動車と一見関係が薄いものもみられるが、道路混雑の緩和や安全性向上により、自動車ユーザーの利便性向上が期待できるからとされている。また、本州四国連絡橋公団の債務処理費にも、自動車重量税から2003（平成15）年度以降多額が充当されている。かつては国鉄の債務処理に充当する案もあったが、これは見送られている。
こうした支出先の拡大に対する批判・抵抗も強い。たとえば、2008年（平成20年）2月14日、衆議院予算委員会において、長妻昭衆議院議員は、地下鉄工事に対する支出を新事実として「冬柴国交大臣にお尋ねいたしますけれども、まず、国道事務所でアロマセラピーを道路特定財源で購入していた、こういうものでございますけれども、これはいかがでございますか。詳細と評価をお願いします。」と質問し、「これは氷山の一角」とした上で「そしてもう一つは、私も驚いたんですけれども、地下鉄に道路特定財源が投入をされているということでございます。東京メトロ副都心線でございますけれども、ここに四百七十億円が、道路特別会計、特定財源が投入をされるということでございます。」と続け、政府を追及した。また、一部団体は道路以外への投資を批判し、「道路の為に集めた税金を、別なものに使うのであれば、暫定税率を廃止すべき」と主張している。

## 税としての特性
国土交通省によれば、道路特定財源制度は、合理性・公平性・安定性に優れた制度であると表明している。自動車の使用量=道路の走行量に見合った燃料に対する課税、道路の損耗に見合った重量に対する課税など、負担と受益とが比較的わかりやすい。
また、軽自動車は特に地方圏においてはもはや必需品ともいえ、燃料は景気にあまり関係なく消費されるので、税収としても安定している。さらに自動車取得税は購入の際に販売店を、自動車重量税は購入及び車検の際に販売店や車検業者を通じて納付するようになっており自動車税などとともに徴収もしやすい。
一方、走行量および重量は、消費者の収入とは無関係であり、消費税と同様に、低所得者により大きな負担がかかり、フラットタックスであり、不平等という指摘がある。

## 評価
本制度により、酷道と言われた道路インフラストラクチャー整備が進み、ひいては日本の経済・社会の発展を支えたと評価されている。
その一方、鉄道の存在に関係なく道路整備が進み、第1次オイルショックまでパークアンドライドの考えも進んでいなかったため、地方の単線区間を中心に、整備された道路に並行したり迂回経路となった鉄道は、まずフリークエンシーの点でバスに勝てなくなり、1960年代後半にかけてモータリゼーションの進行で大衆車の普及が進むと、陸上交通の頂点から滑り落ちて、地方私鉄路線の大量廃線に繋がり、1968年（昭和43年）の日本国有鉄道に対する赤字83線の答申にも繋がった。また首都圏では、高額な用地取得・建設費用のため高速道路整備が遅れた。
さらに、道路整備が地方の隅々まで進んだ結果、その必要性への疑問や重税感を訴える主張、固定化し現状にそぐわなくなっているので、抜本的改革が必要との主張も見られるようになった。小泉内閣下でも聖域なき構造改革の対象として見直されることとなったが、見直しが完遂されることなく小泉政権は終了し、2009年（平成21年）に一般財源化（総合財源化）された。また、ガソリンの本体価格以外に、ガソリン税そのものにも更に消費税が課税されているという『二重課税問題』については、税金の2度取り批判がある。

## 暫定税率及び一般財源化（総合財源化）に関する議論について
道路特定財源については「暫定税率廃止の是非」・「本則税率の一般財源化（総合財源化）の是非」というふたつの大きな論点がある。以下、暫定税率廃止の是非を中心に扱う。

### 経緯
石油ガス税を除く殆どの税目において、本則税率（本来の税率）のおよそ2倍の暫定税率が適用されている。これは、1973–1977年度の道路整備五カ年計画の財源不足に対応するために、1974年度から2年間の「暫定措置」として実施された、揮発油税・地方道路税・自動車取得税・自動車重量税の税率引き上げ（軽油引取税は1976年から）が30年以上延長を重ねているものである。以降道路整備五ヵ年計画が延長されるたびに、若干の見直しを行いつつも、暫定税率は租税特別措置法を期間延長改正により継続されてきたところである。
ガソリンスタンドで給油する際支払う代金100円のうち、53.8円はガソリン税でありその内訳は、25.1円分が暫定税率によるかさ上げ分、残りの約28.7円分が本則税率分ということになる。
2008年3月末の「暫定税率」の期限が迫るにつれて、何らかの形で利用者還元すべきとの議論が勢いを増した。一方、国土交通省からは「必要な道路」を造るという2007年の合意を根拠に、65兆円という特定財源を全部使い切る規模の道路整備計画案が提出された。
財務省サイド等からは、消費税の増税が将来避けられない中、場当たり的に小出しに一般財源化するのではなく、財政再建にこそ充当すべきとの議論もあった。暫定税率の維持という点に限っては両省の考えに違いはみられなかった。
また、地方からは特定財源制度を堅持すべきとの意見が強く、また与党が地方で完敗した第21回参議院議員通常選挙の結果を受け、「改革」の影響が濃い地方への配慮が必要ではないかとの空気が大いに強まった。
こうした攻防の中、結果として一般財源化に対して与党や地方からの慎重論が勢いを増し、2007年12月8日日本国政府与党の合意をみた。一般財源化を試みようとした昨年と情勢は一転し、福田康夫首相はこの問題については特に指導力を発揮しなかったと批判する向きもある。一方で地方に配慮を示したと評価する向きもあり、評価は分かれる。
与党（自由民主党・公明党）案の骨子は以下のとおり。
- 揮発油税等（ガソリン税）等にかかる暫定税率は2008年度以降も10年間維持する。
- 道路特定財源のうち、2008年度は1800億円を一般財源化（総合財源化）し、道路関連事業に使う。
- 事業規模を最大59兆円とする向こう10年間の道路整備の中期計画を策定する。
  - 実際の事業規模等は、毎年の財務省査定で財務官僚が適切に厳しく査定する。
- 地方への補助率をかさ上げし、無利子融資制度を創設する（5年間で5000億円規模）。
- 10年間の措置として、道路特定財源を高速道路料金の引き下げ等に充当する（10年間で2兆5000億円）。

野党民主党は、揮発油税（ガソリン税）等の暫定税率を廃止し、本則税率分を完全に一般財源化（総合財源化）すべきとの方針をまとめた。折からの原油価格高騰により、ガソリン価格が高騰しており国民生活に多大な影響を与えていることから、暫定税率を廃止してガソリンを値下げすることを目標に掲げたものである。ただし暫定税率が廃止されると、国と地方分合わせて約2兆7000億円の税収減となる見込みであった。
| 税目名                | 暫定税率廃止前 | 暫定税率廃止後 | 影響額（億円） |
| --------------------- | -------------- | -------------- | -------------- |
| 揮発油税              | 28,395         | 14,198         | △14,197        |
| 石油ガス税            | 132            | 132            |                |
| 自動車重量税          | 5,549          | 2,202          | △3,347         |
| 一般財源 （総合財源） | 203            | 203            |                |
| 貸付金償還等          | 814            | 814            |                |
| 国分小計              | 35,093         | 17,549         | △17,544        |
| 地方道路譲与税        | 3,072          | 2,599          | △473           |
| 石油ガス譲与税        | 140            | 140            |                |
| 自動車重量譲与税      | 3,599          | 1,428          | △2,171         |
| 軽油引取税            | 10,360         | 4,841          | △5,519         |
| 自動車取得税          | 4,855          | 2,913          | △1,942         |
| 一般財源（総合財源）  | 17,463         | 17,463         |                |
| 地方分 小計           | 39,489         | 29,384         | △10,105        |
| 国+地方合計           | 74,582         | 46,933         | △27,649        |

| 事業名                       | 事業概要                     | 金額（億円） |
| ---------------------------- | ---------------------------- | ------------ |
| 道路建設（交通円滑化事業）   | 環状道路・バイパス道路建設等 | 3,739        |
| 道路建設（地域連携推進事業） | 地域高規格道路・一般道建設等 | 8,856        |
| 維持修繕等                   | 日常管理、耐震補強工事等     | 1,920        |
| 環境整備事業                 | 交通安全関係設備工事等       | 5,339        |
| 使途拡大分                   | 道路関係に使用               | 2,878        |
| 地方道路整備緊急交付金       |                              | 7,099        |
| 一般財源化（総合財源化）     |                              | 1,806        |
| その他                       |                              | 3,456        |
| 国分小計                     |                              | 35,093       |
| 直轄事業地方負担金           | 国道関係の地方負担金         | 5,999        |
| 補助金地方負担分             | 道路新規建設補助金の地方負担 | 4,448        |
| 地方道路交付金地方負担ほか   |                              | 5,702        |
| その他                       |                              | 740          |
| 地方単独事業                 |                              | 22,600       |
| 地方分 小計                  |                              | 39,489       |
| 国+地方合計                  |                              | 74,582       |

#### 暫定税率維持側の主張
与党は暫定税率を廃止すると税収減により、交通設備など国民生活に不可欠な道路工事まで不可能になり、混乱が生じると批判している。
地方自治体は財源問題から、普段は意見の対立することの多い都市部と地方の自治体関係者が一致して暫定税率の維持を求めている。全国市町村長の実に99%以上が維持を求める態度を示しており、地方六団体もそろって暫定税率を維持して新規道路建設を今後とも益々促進するよう求め、昼夜なく大規模な陳情団を組織して国土交通省道路局等へ押し掛けるなど、危機感をあらわにしている。
地方では公共事業が景気動向を左右するところも多く、暫定税率の廃止により税収減とあわせて道路建設工事が減少することによる雇用の減少も、更なる地方の疲弊を促進するとの主張がなされている。とくに近年の公共事業激減の影響を受けてきた地方の建設業界は経営体力の余剰がない状況であり、暫定税率の廃止による公共工事の急減が連鎖倒産を発生させかねないとして、強い危機感を持っているところが多い。
また高速道路が未整備の県もあり、全国隅々まで高速道路等の幹線道路網をしっかりと建設し国土の均衡ある発展を目指すことこそが、格差解消につながるのだという主張がなされている。とくに県庁所在地の中で唯一高速道路の通っていない鳥取県や、全通する見込みのない東九州自動車道沿線の各地域（福岡県北九州市 - 大分県 - 宮崎県 - 鹿児島県加治木町）の危機感は強く、高速道路という社会インフラがないと企業誘致や、地域医療の面で他地域に比べ大きなハンディを背負うこととなり、ますます中央との格差が拡大すると主張している。
また、現行の課税は炭素に応じた課税ではなく税制中立でもないが、ある意味化石燃料への課税行為自体は「炭素税」の課税効果と同じような役割を果たしている。税を引き下げることで需要を増やしてしまい、温暖化防止への取り組みに逆行することになるとの主張は、新古典派経済学の炭素税の経済理論に基づくものである。特定財源を一般財源化（総合財源化）した場合はCO2排出に対しては影響が無いが、廃止した場合にはCO2の排出量は増えてしまう。
維持側の意見
- 地方自治体を指揮・監督する立場である総務省は、代わりの財源措置なきまま暫定税率が廃止された場合、すでに計画されている地方自治体の来年度予算が財源不足に陥り、公務員のボーナスを大幅カットしたり赤字地方債等を発行したりしないと、予算が執行停止に追い込まれかねない、と強い懸念を示している。
- 全国知事会等地方自治体関係団体は、毎年徴収する道路特定財源を、過去の道路建設時の借金の返済や新規道路建設用の借金の頭金として使っているので、暫定税率が廃止されると、まず頭金を捻出できないため新規道路建設用の借金ができなくなる上、過去の借金を返済することすらままならなくなる、と主張している。
- 宮崎県は暫定税率が廃止された場合、県と市町村の合計で財源が年間約210億円減少し、東九州自動車道の整備の見通しが全く立たなくなる、とした[12][13]。
- 延岡市長（宮崎県）は、東九州自動車道や九州横断自動車道延岡線などのインフラ整備がなされなければ企業誘致ができない、と市内へ視察に訪れた民主党議員の「ガソリン値下げ隊」に対して主張した。また鉄道（JR日豊本線）で訪れた値下げ隊に対して「車で来れば説明不要だった」と皮肉られた[14]。民主党代表代行の菅直人が視察へ延岡市に訪れた際には、大分市から自動車で移動したことにより、皮肉に対処している[15]。
- 鹿児島県は暫定税率が廃止された場合、道路関連の予算が年間約195億円減少し、新規の道路整備（バイパス道路・道路拡幅）が全くできなくなる見通しだとした[16]。

#### 暫定税率廃止側の主張
野党民主党は暫定税率を廃止することを主張している。
まず、物価値上がりに苦しむ国民のために、暫定税率を廃止してガソリン価格などを値下げする。その上で、残った本則税率分について一般財源化（総合財源化）し、各地方自治体の裁量で使える自主財源にする。このことによって、これまでのような中央集権的な補助金行政を一切とりやめ、各地方自治体が地域住民の意見を聞きながら、道路建設だけでなく福祉・医療・教育等にも予算を使えるようになる。そういう意味ではこれまでの官僚主導の中央集権から国民・地域主権の地方分権へのきわめて大きな意味を持つ政策だとしている。
暫定税率の廃止による地方自治体の税収減に対しては、地方自治体が支払わされている「国道等の国直轄事業負担金（約6,000億円）」や、道路新規建設補助金自体を廃止することによる「補助金の地方負担（約4,500億円）」の廃止で、ほぼ減収分（約1兆円）の穴埋めができるとしている。国の税収減への対応については、カラオケセットの購入や道路官僚の職場旅行等に代表される無駄な経費や高コスト体質を打破すること等により全体の必要額を抑制した上で、道路の必要性を精査して整備の順序付けをすること等により、大幅に道路建設コストを抑えられるとしている。
廃止側の意見
- 生活必需品が続々と値上げされている中、ガソリンの値下げは都市部庶民の家計を助けることになり、またトラックなどの運送コストが値下がりし食品などの生活必需品の小売価格値上げを抑えることにもつながる[要出典]。
- 一部経済団体や自動車ユーザー関係団体の中には、道路特定財源の一般財源化（総合財源化）する余裕があるのならば、暫定税率を廃止するなどの見直しを行うべき、との見解を表明しているところがあり[11]、過去、一般財源化に反対して、暫定税率の撤廃を求める1,000万人以上の国民署名があった[11]。
- 道路特定財源を国交省道路局官僚のレクリエーション費用やミュージカル開催費用・タクシーチケット等に流用していたこと等が次々に発覚するなど、そのような中で暫定税率を維持することには納税者である国民の理解が得られない[要出典]。
  - 特に道路整備の啓発ミュージカルは、2003〜2006年度に全国106カ所で上演され、総額約5億7000万円という道路特定財源がつぎ込まれていただけでなく、予算上は道路の調査費や改修費、工事雑費という名目で使われており、「ミュージカルに道路特定財源を使った」ということは隠蔽されていた[18]。
- 暫定税率維持による恩恵を受ける形になる建設業界、道路業界から与野党国会議員に多額の政治献金がなされており、結果として国民の税金が国会議員に流れており、癒着に繋がっていると批判する向きもある[誰によって?]。
- 国家財政が悪化しており、福祉、教育などの予算が削られているのに何故道路の予算だけに10年間で59兆円もつぎ込むのか疑問がある。一般財源化（総合財源化）して使途を自由化すべきだとの主張がある[誰によって?]。
- 暫定税率の使用に関する予算において、前10年間に行われた工事の約6 - 9倍もの工事予定が組まれており、使い切ること自体が不可能と指摘されている[誰によって?]。
- 国交省道路計画の「59兆円」という数字の積算根拠が明らかにされていない。通常なら「この道路に○年間△億円、こちらの橋には□年間×億円」という計画を一つ一つ積み上げた合計の数字が「59兆円」になるはずなのだが、そのような根拠が一切示されておらず、予算確保ありきとの指摘がされた[要出典]。
- 民主党代表代行の菅直人は延岡市長と対談で「金額や道路整備の必要性を国土交通省に判断を任せている現行の制度を変えて、地方側が独自に判断できるために一般財源化する必要があるとしており、東九州自動車道の必要性とは別問題」とあいまいである[15]。

#### 2008年3月までの国会審議の経緯
政府案は2月末日に衆議院を通過したが、野党側は衆議院で強行採決が行われたと厳しく与党側を批判し、「徹底審議を求める声を無視して衆議院で強行採決するような与党の態度は、徹底審議を取り決めた先の議長あっせんを与党側から破棄するものであり、参議院での年度内採決に応じる必要はなくなった」などとして、益々与党側への攻勢を強めている。参議院予算委員会では、与党側の予算委員長が職権で委員会を強行開催しようとするなど、強行突破を図ろうとする動きもみられ、混乱に拍車をかける結果となっている。
なお租税特措法改正案には、一部輸入品や中小企業関係についての減税措置を維持する暫定税率項目も盛り込まれている。ガソリン税関係の暫定税率項目とは逆に、この暫定税率項目が維持されないと、4月以降一部の輸入品の価格が値上がりする可能性がある。これに対し、野党はガソリン税関係の暫定税率を撤廃する一方、一部輸入品や中小企業関係の税率を軽減している暫定税率については継続することを主な内容とする対案を参議院に提出した。
年度末を目前に控えた2008年3月28日、衆参両院議長立会いの下で税法年度末処理について協議が行われ、租税特別措置のうち、年度末に期限切れとなった場合に増税となる土地売買の登記関係やオフショア市場関係の非課税措置などの7項目について、2008年5月末日まで現行の暫定税率を維持することとなった。
このことによって、道路特定財源以外の暫定税率（主に減税部分が多い）は4月以降も期限まで継続されることとなり、国民生活の混乱は回避された。
税法年度末処理についての各党合意は以下のとおりである。
1. 道路特定財源に係る国税・地方税を除き、本年3月末に期限切れを迎える各税については、5月末まで2007年度税法の適用期限を延長する（その際、閣法に係る所要の整理規定を設ける）。
2. 上記1.については、衆議院財務金融委員会、総務委員会において、委員長提案の取り扱いとして、直ちに審議、採決の上、参議院に送付し、参議院でも年度内に処理をする。
3. 上記1.については、衆議院議了、参議院送付の閣法とは異なる法案であり、両院議長において確認していただいたとおり、憲法59条第2項の適用はない。
4. 関税定率法等その他の日切れ法案については、年度内に参議院において採決する。

以上の合意の結果、道路特定財源関係の暫定税率に関しては、2008年3月31日をもって失効することとなった。

### 2008年4月の国会審議の状況
2008年3月27日、民主党は「小沢3原則」を発表した。
1. 道路特定財源を2008年度から完全一般財源化（総合財源化）
2. 道路特定財源に係る暫定税率の即時廃止
3. 官僚の天下りの廃止

これと並行して同日、福田首相は道路関連法案・税制の取り扱いについて以下のとおり新たな提案を行った。
1. 道路関連法案・税制の取り扱いについて、地方財政や国民生活の混乱を回避するため、2008年度歳入法案の年度内成立。
2. 道路関連公益法人や道路整備特別会計関連支出の徹底的な無駄の排除。
3. 道路特定財源制度は今年の税制抜本改正時に廃止し2009年度から一般財源化（総合財源化）。
4. 暫定税率分も含めた税率は、環境問題への国際的な取組み、地方の道路整備の必要性、国・地方の厳しい財政状況を踏まえて検討。
5. 道路の中期計画は5年として新たに策定。
6. 新たな整備計画は、2008年度道路予算の執行にも厳格に反映。2008年度予算における一般財源（総合財源）としての活用は、民主党から現実的な提案があれば協議に応じる。
7. 与野党協議会を設置し、一般財源（総合財源）としての使途のあり方、道路整備計画などを協議・決定。

記者の「仮に野党との合意が得られない場合でも、2009年度から一般財源化（総合財源）をする、と国民に約束している、ということでいいか。」との質問に対し、福田首相は「これがどういう状況にあろうと、私が申し上げたことは守っていきたいと思っています。」と答えた（会見内容は「政府インターネットテレビ」で確認できる）。

このため、暫定税率問題にかかわらず、「道路特定財源制度の廃止及び2009年度からの一般財源化」が決定したとの見方があるが、道路族議員の反対により実現しない可能性もあり、福田総理大臣のリーダーシップが問われる情勢となっている。
4月中旬より与野党協議が始まっているが、とくに暫定税率問題をめぐって与野党間の主張には隔たりが大きく、合意に達するのは絶望的な情勢となっている。

### 地方自治体等の状況
多くの地方自治体は今年度の道路予算が財源不足となり、道路予算を中心とした2008年度予算の執行が保留されている状況である。道路以外の一般予算の一部を削減し、削減分を道路の維持補修経費などに回している自治体も多い。
- 地方6団体は揃って暫定税率の復活を求め、連日のように政府・与党に陳情を行っている。

### ガソリン価格の動向
2008年4月1日午前0時をもって、ガソリン税等は値下げされる（本則税率に復帰する）こととなった。

以下、値下げの時期別に見ていくこととする。（△は値下げ幅を示す。）
4月1日午前0時より直ちに値下げされたもの
- 軽油引取税 - 32.1円/リットル→15.0円/リットル（△17.1円/リットル）
- 自動車取得税 - 自家用の場合、取得価格の5 %→3 %（取得価格の△2%）

例えば取得価格200万円の新車を購入するときの自動車取得税は10万円（200万円の5 %）であったが、値下げ後は6万円（200万円の3 %）と4万円の値下げとなる。
4月上旬に（ガソリンスタンドによっては4月1日より）値下げとなったもの
- 揮発油税・地方道路税（ガソリン税）- 53.8円/リットル→28.7円/リットル（△25.1円/リットル）

揮発油税・地方道路税が製油所出荷段階で課税される「蔵出し税」であるため（ガソリンは「揮発油の製造場から移出され、または保税地域から引き取られる（租税特別措置法第89条第2項）」時に課税される。）、たとえばガソリンを積んだタンクローリーが製油所を出る時に課税されることとなっている。このため理論上は、暫定税率のかかったガソリンの在庫がスタンドからなくなるまでは、ガソリンの小売価格は値下げされない。ただし、他のスタンドとの競争上、赤字覚悟で先行値下げに踏み切るガソリンスタンドも相当数あった。
- 4月中旬時点で、レギュラーガソリンの全国平均価格はおおむね125 - 135円/リットルとなっている。

5月より値下げされるもの（結局値下げに至る前に暫定税率が10年間延長）
- 自動車重量税 - 自家用 「6,300円/0.5トン/年」→「2,500円/0.5トン/年」（△3,800円/0.5トン/年）

例えば自動車の重量が1,500 kgの車では、自動車重量税は現行は年間18,900円だが、暫定税率が失効すれば11,400円値下げとなり、値下げ後は7,500円になるはずであった。
2008年5月以降の暫定税率復活後

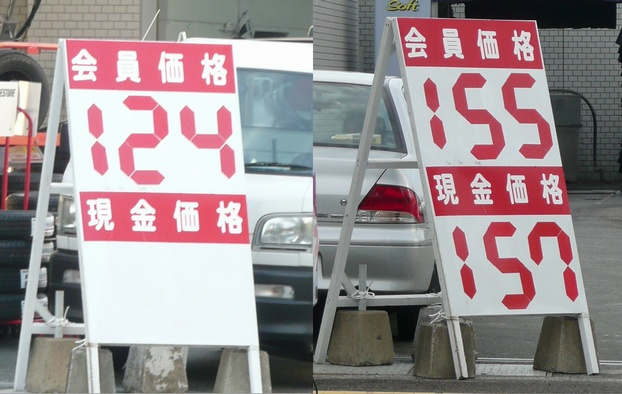
復活前（左）と復活後（右）
原油価格上昇分の6円と暫定税率分の25円が合わせて加算されている。

暫定税率復活後のガソリン価格はガソリン税が25.1円/リットル再増税し、レギュラーガソリンが約160円/リットルとなる見込みである。
ほかに軽油引取税も17.1円/リットル再増税し、自動車取得税も再増税する。

### 世論調査の状況
各大手マスメディアの世論調査ではガソリン税関係についての質問がされており、「暫定税率を廃止すべき」とする回答が全体の約70%を占め、「暫定税率を維持すべき」・「無回答」等とする回答を一貫して大きく上回っている状況であり、郵政民営化時の国民の熱狂を思い出させる結果となっている。
このような熱狂的な情勢では、野党側は断固として暫定税率の廃止によるガソリン税等の値下げの恒久化を実現させようとする可能性が高い。野党側は「国民の期待が大きいこの問題では安易に妥協しない。動かざること山の如しだ」などとあくまで暫定税率の廃止と本則税率分の一般財源化（総合財源化）を実現させる構えである。
- 自公連立政権が圧勝した郵政選挙の最大の争点たる郵政民営化でさえ、民営化に賛成する国民の割合が約55%であったことを考えると[21]、約70%が暫定税率の廃止を求めているという世論調査結果の現状は、まさしく熱狂的といえよう。[独自研究?]
- 野党内には、ガソリン税等値下げによる効果をより明確に国民にPRすべきだとの意見があり、総選挙時並みの体制で新聞広告やテレビコマーシャルによる広報活動を行うことが検討されている。
- 同じく、野党内には「これまでさまざまな問題で野党は与党側に押し切られて妥協することが多かった。今回ガソリン税の問題で安易に妥協してしまいガソリン価格が値下がりしないことにでもなれば、国民の期待が大きかった分、次の衆議院解散総選挙で野党は国民から公約違反だなどと厳しく責められるのは間違いない」などと震えあがっている者もいる。
- 同じく、野党内には「先の郵政選挙では、官僚のいかなる抵抗にあおうとも総理大臣が郵政民営化という主張を断固として変えなかった強い姿勢こそが国民から熱狂的な支持を得て与党が圧勝したのだ。野党も政権交代を目指すのならばそのような歴史に大いに学ぼうではないか」などという声も広がっている。

## 各種議論について

### 一般財源化をめぐる2006年11月 - 12月の攻防
道路特定財源の一般財源化（総合財源化）は安倍政権にとって小泉政権から引き継いだ「宿題」の一つとなっていたが、参議院選挙を控え（道路整備の未充足な）「地方への配慮」から自民党が一般財源化に難色を示していた。法改正の必要のない自動車重量税の一部の一般財源化（総合財源化）が妥協点とも見られていた。これに対し、2006年11月に塩崎恭久官房長官はいったんは「本丸」ともいえる揮発油税も含めた一般財源化（総合財源化）を表明した。
結局、政府・与党は12月7日に2008年の通常国会で所要の法改正を行う方針で合意した。税収の全額を道路整備に充てる現行の仕組みを2008年度に見直し、道路整備費を上回る税収分を一般財源化（総合財源化）する方針を明記。2008年度の高速道路通行料金引き下げの原資への充当も検討項目に盛り込んだ。「必要な道路はつくる」ことが確認され、一般財源化反対派も矛を収めた。2007年に作成される中期計画が次の焦点となる。。

### 見直しの必要性の論拠
以下、論拠を掲げるが、多様な立場からの主張を併記しているので、全てが首尾一貫したものではないことに注意。
「流用」への批判
近年、使途を拡大しているが、そもそも道路の整備という「特定」の目的のために道路使用者から預かっているお金であり、利用者の利便性向上に資する目的に使われないのであれば、一般財源化（総合財源化）や減税・廃止なりすべきという主張である。
「暫定税率」への批判
「流用」するほど財源が余っているのなら、まず本則税率に戻すのが筋との主張もある。高度成長時代にできた「暫定」をいつまでも引きずるのは好ましくないとの筋論である。一方、暫定という形をとるのをやめ本則を引き上げるべきとの意見もある。
重税感
自動車使用者からは、既に自動車の社会的費用以上の負担をしており重税であり、また自動車取得税は消費税との二重課税（タックス・オン・タックス）ではないかとの主張もある。しかし、現在道路整備に充てられる予算は道路特定財源による税収を大きく上回っており、相応の負担をしてはいないともいえる。
ガソリン税の負担の「重さ」については、一般に欧州諸国より軽いが、米国よりは重い。これは自動車に対する社会的姿勢の現れともいえる。
なお道路特定財源ではないが、財産税的性格が強い自動車税・軽自動車税についても、既に多数の家庭が持つ状況であれば負担の軽減が必要ではないかとの主張も自動車関係団体等からはある。
地方への税源移譲拡大論（国の道路予算を減らして地方自治体に振り向けるべきとの主張）
国費ベースで道路特定財源に余剰も生じている一方で、地方自治体の道路整備では約45%が一般財源（都道府県や市町村の税金や国からの地方交付税）から支出されている。すなわち、自動車を直接利用しない一般市民であっても道路整備や自動車ユーザーの利便性向上のために多くの税を負担していることを意味する。
これは国の道路建設で多くのムダな道路を生みだしている一方、一般市民に密接な生活道路の改善に遅れを生みだしている（野田国義議員などが指摘している）。
なお、道路特定財源が「余ってはいない」というのは現在の状況であり、将来に向かって道路の必要性自体やコスト削減努力等の議論を行っていく必要性を否定するものではないことに留意する必要があるとの見解がある。
今後、高度経済成長期に建設された橋梁等の劣化が頻発し、道路メンテナンス予算が膨れ上がることが懸念されている。関係者からは、道路メンテナンス業務について、民間委託の拡大や指定管理者制度の導入によりコストを削減するという提案が出されているとの報道もあり、道路特定財源制度のあり方と合わせて、国民的議論を行っていく必要があるとの見解がある。
また、バイパス道路の新道を建設する際の問題点として、新道ができても新道と並行する旧道が、その沿線に住宅や企業などがあるために廃道にすることができず（一度新規に道路を造ってしまうと廃道・道路撤去することが困難）、結局新道と旧道の両方に道路メンテナンス費用が発生してしまうことが問題視されている。
費用削減と並行して、道路の建設・維持管理等関係会社と公務員等の間で起こる談合や汚職の撲滅も重要である（談合・汚職事件がなければ低コストで建設・維持管理ができた道路も少なくない）。
環境対策の視点欠落
自動車は地球温暖化の原因となる温室効果ガス（自動車の排出単位輸送量あたりの二酸化炭素排出量は鉄道や飛行機より多い）をはじめ大気汚染や酸性雨騒音公害など深刻な環境問題を発生させており、一部は環境対策に充当すべきではないかとの議論がある（財源を目的としていた環境税化）。
ただし、温室効果ガスについては排出する主体全てに課税すべきであり、既に徴税の仕組みが確立しており、徴収しやすい自動車を狙い撃ちにするような制度は不公平であるとの反論もある。また、道路建設は同時に自然を破壊することにもなり、自然を破壊してまで道路を建設した結果、道路の利便性が増せば、自動車の利用を促進し、温室効果ガスの発生につながることから、本末転倒ではないかとの指摘もある。
環境対策であれば道路ではなく、モーダルシフトを促進させることに財源を使うべきとの議論もある。また、課税して価格が上昇することによる消費抑制効果は、広い意味ではピグー税と同じ効果がある。ただし、自動車に対して環境と批判する割りに、鉄道や航空機に対する批判がないのは二枚舌だと批判される。現実的に鉄道や航空機では行き先が限定されている。またナフサ免税、A重油免税も整合性を欠くと批判がある。
固定化批判、特別会計の仕組みそのものの見直し論
税収があるからといって、それを聖域視し、特別会計を作って国が統制し、国の決めた規則で地方に配分するという中央集権的な仕組みは問題であるとの論である。これは地方への移譲論に結びつく。
しかし、最近、一般財源化を閣議決定しても、日本国政府は従来と同程度に道路整備の予算確保を主張しているので、そもそも一般財源化時の、財政の硬直化が理由になるのか、さらに同じ特別会計制度に関し、外国為替資金特別会計などの余剰を取り崩して一般財源に組み入れるべきではないなどの、同時に存廃について矛盾した主張がなされたりと議論は混迷を深め、特別会計・特定財源批判自体、疑問視されてきている。
交通事情の加味
鉄道など公共交通機関が整備され、自宅周辺にそれの乗降場所（バス停留所・鉄道駅・港湾・空港など）があり、深夜帯を除き、常に公共交通機関が運行していて、公共交通機関の運賃が安く本数も充実しているため、自動車を保有する必要が薄い都市部と、自宅周辺に公共交通機関の乗降所が無い場合や、深夜帯以外でも公共交通機関の運行していない時間帯があり、公共交通機関の運賃が高額で本数も少ないために、公共交通機関の利用が困難・不可で自動車を保有して移動するしかない地方との交通格差も問題になっている。
現実的に、自動車を使わざるを得ない地方の交通事情も加味する必要がある。
公共交通機関を含めた自動車との役割分担論
新しい道路が整備されると当初は交通量も少ないが、次第に交通量が増えて混雑し始めることが多い。そもそも道路は作れば作るだけ自動車交通需要を誘発することが確認されており、永遠に作り続けなければならないという矛盾をはらんでいるという指摘もある。
むしろ、環境保護の観点も加味して、公共交通機関及び自宅から途中でそれに乗り換えるためのパークアンドライドを充実すべきであり、自宅で個人が所有する自家用自動車は、自宅周辺に公共交通機関の無い場合、またはそれが無い時間帯のみに使うべきだという論もある。
例えば、フランス・ドイツ・アメリカ等で見られる制度を導入すべきという議論がある。都市部における公共交通の積極的な設置による乗り換えへの推進（渋滞の解消）と、地方部におけるシビルミニマム（社会資本などについての最低基準）な公共交通機関の維持、両方から必要だと指摘されている。
要するに、自動車と公共交通機関との望ましい市場分担を模索すべきであり、日本の現況は特に地方部において自動車に偏しているという指摘である。また、過度な自動車網整備偏重は、環境面からモーダルシフトに逆行する動きだとして批判する声もある。
マスメディアの道路建設以外への利用の批判がエスカレートしており、東京メトロ副都心線の地下鉄建設に利用されていることすら「鉄道建設に流用」と批判の対象となっており（本来は、地下鉄の上を走る明治通りの渋滞緩和策として建設）、更には鉄道の連続立体交差化事業まで批判される事態となっている。
道路整備は本当に地方活性化になるのか
道路族議員や地方自治体は道路整備を地方の景気活性化の切り札と見ており、道路特定財源の死守を訴えている。
ただし、道路整備をすることと、その効果である景気活性化の議論と、特定財源制度の制度自体を混同して、議論することに、注意をしなければならない。仮に高速道路が開通して大型のショッピングセンターやロードサイド店舗が進出しても、恩恵を受けるのは東京の大企業で、地場産業が恩恵を受けることは少ない。
またショッピングセンター進出により、買い物客がそこに流れ、地場のデパート・スーパーは閉店になり、地方都市の中心部は更に寂れると言った弊害を起こしている。実際1990年代前半からのバブル崩壊による不況により、景気活性化策として公共工事が推し進められ、高速道路建設や一般道路改良が飛躍的に進んだ。
しかし、その結果はモータリゼーションに対応した郊外型ロードサイド店舗が各地に進出する一方、地方都市商店街はシャッター通りと言われるほど、ますます寂れてしまった。また、交通が便利になったことによって通勤・通学・買物等が大都市圏に移行し、地方都市がますます衰退するストロー効果の問題も顕著に現れるようになった。
その一方で、道路整備によるモータリゼーションの過度の進展による公共交通機関の更なる衰退。2005年3月限りでのと鉄道穴水－蛸島の廃止が決定した時、石川県知事は「道路整備の進展が、皮肉なことにのと鉄道を廃止に追い込んだ」(2004年2月4日付け北國新聞記事）と述べたが、過去の鉄道廃線の例を出すまでもなく、モータリゼーションの進展が、公共交通機関を衰退させるという主張もあるが、科学的検証が必要である。のと鉄道の廃止に関しては廃止が本当に正しかったのか、と後悔の声が元沿線住民から上がっている（→のと鉄道能登線参照のこと）。